# سنجاب پالاس
سنجاب پالاس (نام علمی: Callosciurus erythraeus) نام یک گونه از سرده زیباسنجاب‌ها است.